# Fond (scenografi)
Fond är den del av en scenbild som finns längst bak. Den består oftast av tyg, och kan vara målad speciellt för scenografin, eller svart.
Fonden kan också vara en fast vägg, eller natur om det är en utomhusscen.